# 氧化偶氮甲烷
氧化偶氮甲烷（AOM）是一种用于生物研究的神经毒物和致癌物質，用于诱导结肠癌，为偶氮甲烷的N-氧化物。
它在氢氧化钾溶液中和铝镍合金反应，生成甲胺。